# Ольштинек (гміна)
Гмі́на Ольшти́нек (пол. Gmina Olsztynek) — місько-сільська гміна у північній Польщі. Належить до Ольштинського повіту Вармінсько-Мазурського воєводства.
Станом на 31 грудня 2011 у гміні проживало 13944 особи.

## Територія
Згідно з даними за 2007 рік площа гміни становила 372.03 км², у тому числі:
- орні землі: 35.00%
- ліси: 52.00%

Таким чином, площа гміни становить 13.10% площі повіту.

## Населення
Станом на 31 грудня 2011:
| Опис     | Загалом | Загалом | Чоловіки | Чоловіки | Жінки | Жінки |
| -------- | ------- | ------- | -------- | -------- | ----- | ----- |
| одиниця  | осіб    | %       | осіб     | %        | осіб  | %     |
| все      | 13944   | 100     | 6894     | 49.44    | 7050  | 50.56 |
| міське   | 7708    | 100     | 3724     | 48.31    | 3984  | 51.69 |
| сільське | 6236    | 100     | 3170     | 50.83    | 3066  | 49.17 |

## Сусідні гміни
Гміна Ольштинек межує з такими гмінами: Ґетшвалд, Ґрунвальд, Єдвабно, Козлово, Нідзиця, Оструда, Пурда, Ставіґуда.